# Sigambrowie
Sigambrowie – jedno z plemion germańskich, które odegrało dużą rolę w etnogenezie Franków.
W czasach Merowingów używano tej nazwy jako synonimu Franków, czego przykładem są słowa jakie wypowiedział św. Remigiusz, biskup Reims, podczas chrztu Chlodwiga I: Skłoń głowę, dumny Sigambrze! Spal to coś czcił, czcij to coś spalił!.